# Transliteratie
Transliteratie  is het omzetten van het ene alfabet of schriftsysteem in het andere. 
In de loop van de tijd zijn er veel transliteratiesystemen bedacht. 
Aan een transliteratiesysteem kan een aantal eisen gesteld worden:
- het moet eenduidig zijn
- de omgekeerde transliteratie moet eveneens eenduidig zijn
- het moet door de doelgroep (taalspecifiek) als vanzelf correct uitgesproken worden
- er mogen geen (of juist wel) diakritische tekens in gebruikt worden

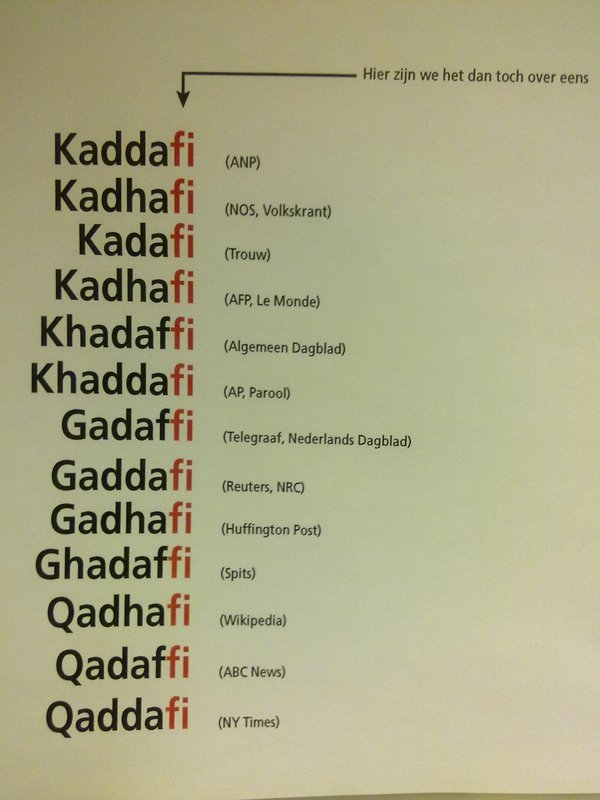
Verschillende transliteraties van de naam Qadhafi (القذافي)

Transliteratiesystemen naar het Nederlands zijn er onder andere voor:
- Arabisch
- Chinees, onder meer het hanyu pinyinsysteem
- Georgisch, zie Georgisch alfabet
- Grieks, zie Grieks alfabet
- Hebreeuws
- Japans, onder meer het Hepburnsysteem
- Koreaans
- Russisch, zie Cyrillisch alfabet
- Sanskriet

## Norm en praktijk
Voor een aantal schriftsystemen bestaat meer dan één transliteratiesysteem. Er zijn echter officiële normen voor de transliteratie. Het Nederlandse Normalisatie-instituut bijvoorbeeld geeft normbladen uit.
Hoewel er bijvoorbeeld een officieel transliteratiesysteem voor het Russisch is, worden in schriftelijke teksten uiteenlopende vormen aangetroffen. Deze diversiteit in de transliteratie wordt in de hand gewerkt door historische, geografische en andere factoren. Enkele voorbeelden:
- Een krant kan besluiten dat de combinatie -sjtsj- voor de Nederlandse lezer te ongewoon of te ontoegankelijk is. Dan worden wel spellingen voorgeschreven als Kroesjof; een kwestie van redactioneel beleid, waarover binnen zo'n redactie overigens debat kan ontstaan.
- Aan een vertaald werk is soms buitenlandse invloed te zien: de Russische naam Чехов (Tsjechov) krijgt dan in een Nederlandse tekst bijvoorbeeld de half-Duitse vorm Tsjechow (Duits: Tschechow) of de half-Engelse Tsjekhov (Engels: Chekhov).